# Joan Haanappel
Joan Haanappel (Den Haag, 13 november 1940 – Wezembeek-Oppem, 23 februari 2024) was een Nederlands kunstrijdster op de schaats. Na haar actieve sportcarrière was zij sportpresentatrice en verslaggeefster bij de NOS, AVRO, ZDF en Eurosport.

## Aanloop
Ze was dochter van verkoopleider Johannes Bernardus (John) Marinus Haanappel en Titia Hendrika de Boer. Joan Haanappel begon haar sportcarrière bij de Haagsche ijsclub Houtrust. Haanappel stond al vroeg op de schaatsen. Krant Het Binnenhof meldde op 6 januari 1949 de “veertienpas” van de achtjarige Joan Haanappel. Op het 12,5-jarig jubileum van HOKIJ vormde ze in een programma met onder meer Lidy Stoppelman en Rietje van Erkel een duo met Paul Engelfriet De reus en klein duimpje. In 1950 werd ze kampioen meisjes junioren bij de Nationale Kampioenschappen Kunstrijden, waarbij Van Erkel kampioen dames en Engelfriet kampioen heren werden. Ze werd veertiende. Bij de Nationale Kampioenschappen van januari 1954 werd ze tweede achter Nelly Maas, derde werd Sjoukje Dijkstra. In die jaren moest Haanappel het schaatsen combineren met een ULO-opleiding aan de Johanna Westermanschool in de Sweelinckstraat.
In 1953 werd ze behoorlijk nerveus derde achter Lydia Stoppelman en Nelly Maas bij de Nederlandse kampioenschappen kunstschaatsen. Ze mocht naar Dortmund.

## Succes
Vanaf midden jaren 50 zorgden zij en de een jaar jongere Sjoukje Dijkstra voor successen in een sport die daarvoor in Nederland nauwelijks bekend was.
Aanvankelijk had Haanappel het meeste succes van de twee. In 1953 debuteerde ze als 12-jarige op de Europese kampioenschappen in Dortmund. In 1955 won zij de eerste van vier Nederlandse titels. Alhoewel zij niet Dijkstra's sprongkracht had, compenseerde zij dit met meer stijl en souplesse. In latere jaren bleek Dijkstra de succesvollere.
Haanappel won driemaal een bronzen medaille op Europese kampioenschappen. Ook deed zij tweemaal mee aan de Olympische Winterspelen. Als vijftienjarige eindigde zij op de Spelen van 1956 op de 13e plaats (één plaats achter Dijkstra). In Squaw Valley bij de Spelen van 1960 werd zij vijfde. Na het WK van dat jaar zette zij een punt achter haar wedstrijdloopbaan en werd zij eerst professional bij de Wiener IJsrevue en later bij de Holiday on Ice.
Vanaf 1975 gaf Haanappel dertig jaar lang commentaar bij het kunstrijden voor Studio Sport en later bij Eurosport. In de jaren 1980 was zij op het Duitse tweede net (ZDF) een maandelijkse co-presentator van Das Aktuelle Sport Studio, de prestigieuze zaterdagavond sportshow. 
Zij was als eerste kunstrijder lid van het Algemeen Bestuur van de KNSB.
Van 2006 tot 2007 was Haanappel te zien als voorzitter van het jurypanel bij het RTL 4-programma Dancing on Ice. Dit programma keerde in 2019 na 12 jaar afwezigheid terug, maar ditmaal op SBS6. Haanappel was het enige jurylid dat terugkeerde in het programma.

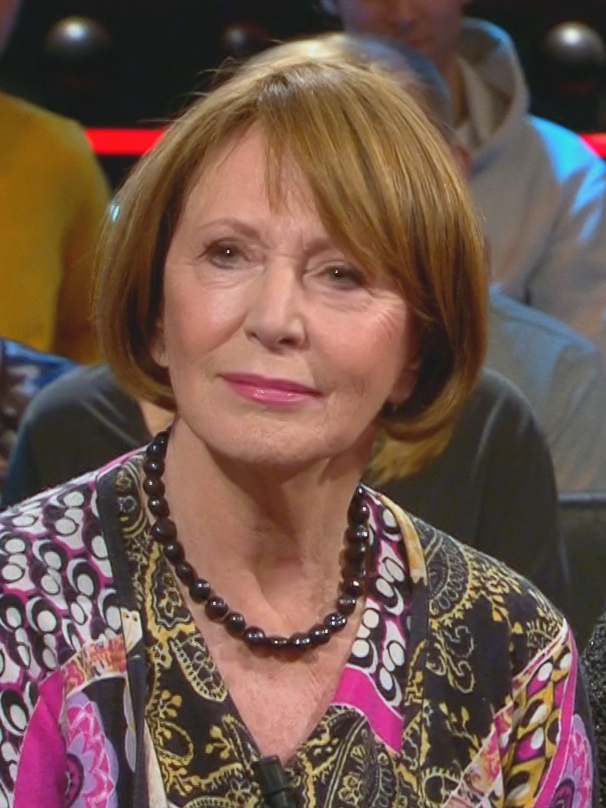
Joan Haanappel (2018)

Haanappel richtte in 2008 een stichting, Stichting Kunstrijden Nederland (SKN), op om meer aandacht te vragen voor het Nederlandse kunstrijden en om getalenteerde kunstschaatsers te trainen en begeleiden. Ze werd tevens de voorzitter van deze stichting. Ook trad Haanappel op als mentor van Olympiër Lindsay van Zundert. Van Zundert stopte vrij snel na het overlijden van Haanappel met de topsport en gaf zelf aan dat het verlies van Haanappel en Sjoukje Dijkstra doorslaggevend in dit besluit was.
Er is een Joan Haanappel Aanmoedigingsprijs in het leven geroepen door de KNSB. De prijs gaat naar het Talent van het Jaar.
Op 12 november 2008 werd Joan Haanappel benoemd tot ridder Orde van Oranje-Nassau.
Haanappel stopte in december 2023 wegens gezondheidsredenen als voorzitter van haar stichting. Ze overleed twee maanden later, op 23 februari 2024, op 83-jarige leeftijd in Wezembeek-Oppem. Ze is begraven in haar geboorteplaats op begraafplaats Nieuw Eykenduynen.

## Privéleven
Haanappel was drie keer getrouwd. Haar laatste huwelijk, van 1986 tot haar overlijden, was met de Australische zwemmer Julian Carroll. Ze had geen kinderen.

## Trivia
- Haanappel nam ooit een single op. In 1964 zette ze op uitnodiging van Philips de liedjes "Ik hou van de winter" en "Wie wordt mijn partner?" op de plaat.[14]
- In 1997 was zij als commentator te horen in het programma Voor ons hoeft het niet van Bert Visscher tijdens de verplichte kür.[15]
- Sinds 2024 werkt Stichting Kunstrijden Nederland samen met Holiday on Ice, om het werk van Joan Haanappel bij de opleiding van jong talent, voort te zetten.

## Belangrijke resultaten
| Resultaten              | 1951  | 1952 | 1953  | 1954   | 1955 | 1956 | 1957 | 1958  | 1959   | 1960   |
| ----------------------- | ----- | ---- | ----- | ------ | ---- | ---- | ---- | ----- | ------ | ------ |
| Olympische Spelen       |       |      |       |        |      | 13e  |      |       |        | 5e     |
| Wereldkampioenschap     |       |      |       |        | 15e  | 11e  | 13e  | 8e    | tzt    | 5e     |
| Europees kampioenschap  |       |      | 14e   | 18e    |      | 8e   |      | Brons | Brons  | Brons  |
| Nationaal kampioenschap | Brons | ziek | Brons | Zilver | Goud | Goud | Goud | Goud  | Zilver | Zilver |

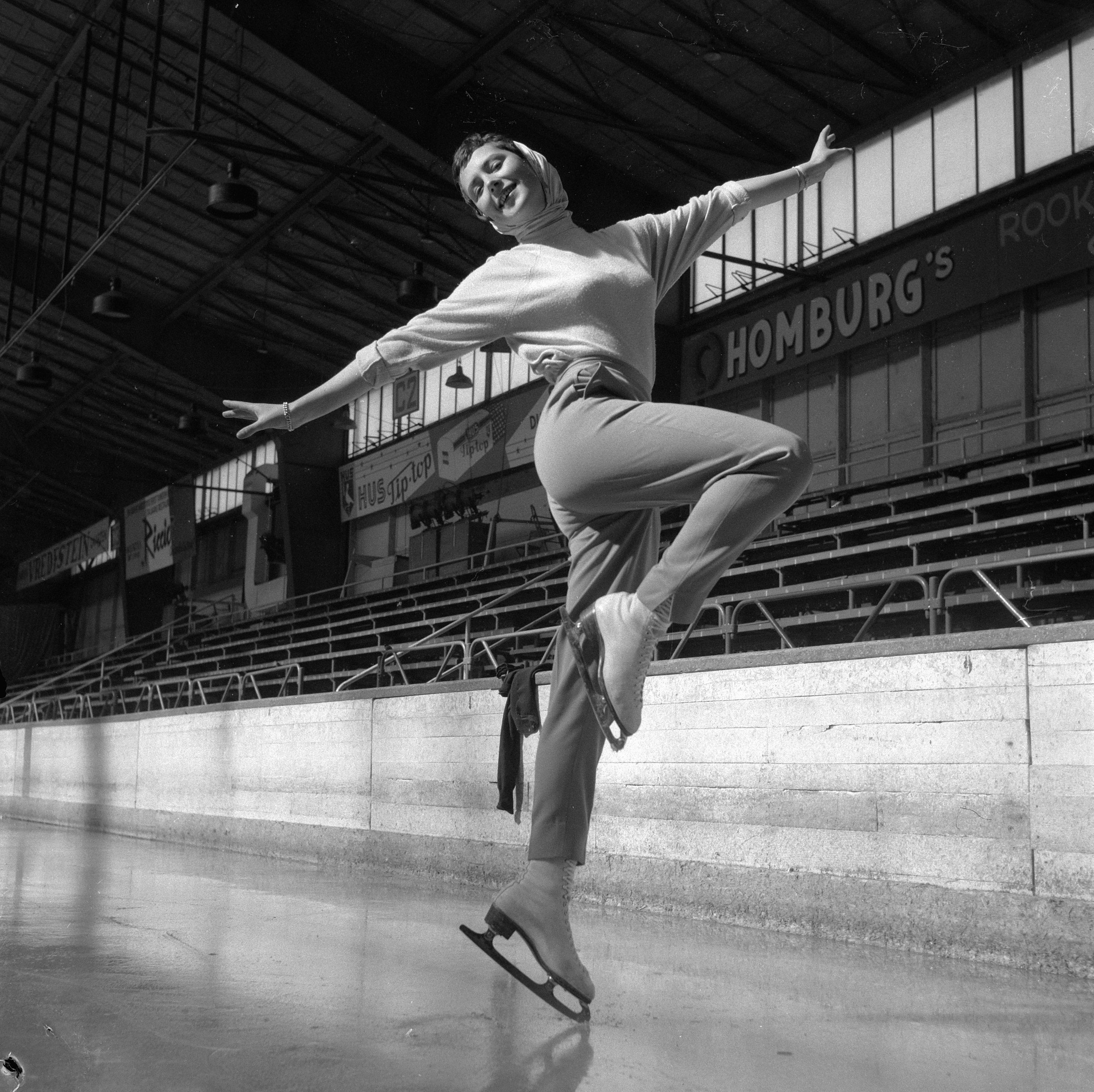
Joan Haanappel tijdens de training, 1958.
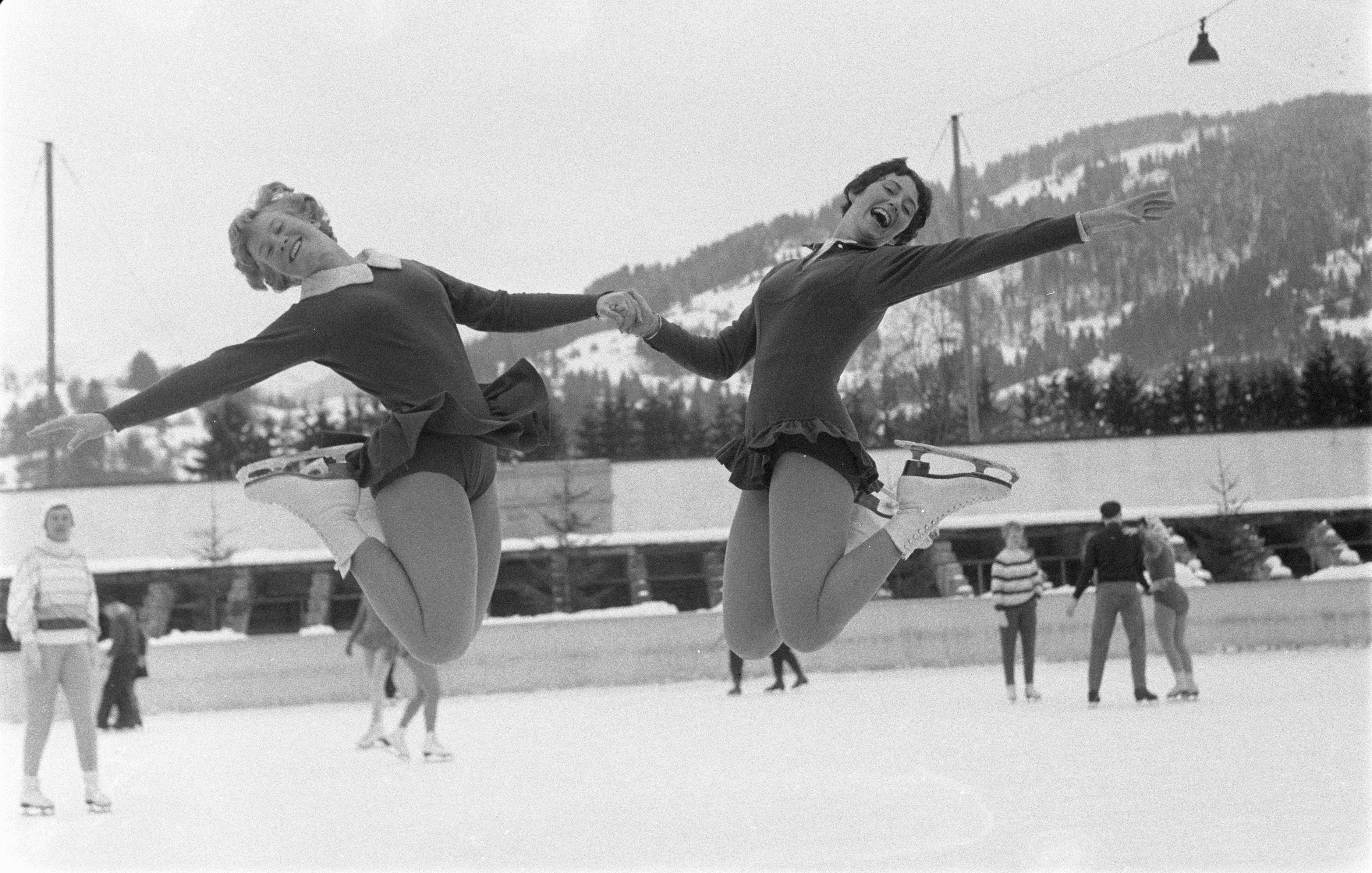
Joan Haanappel (rechts) en Sjoukje Dijkstra bij de Europese kampioenschappen in Garmisch Partenkirchen in 1960

- Gemeinsame Normdatei: 1062347250
- Virtual International Authority File: 311711192